# Ca l'Alcalde
Ca l'Alcalde és un conjunt arquitectònic al terme de Sant Martí de Llémena (el Gironès) format per una masia i una pallissa situada al fons. La masia és de planta allargada i diferents cossos afegits, homogeneïtzats pel teulat a dues aigües. Està en ruïna encara que hi ha trossos restaurats. De la façana a carretera cal ressaltar l'accés per l'escala exterior de pedra que puja a la primera planta, a la que s'entra per una porta de llinda plana amb inscripció. La façana es clou amb un porxo amb el pilar rectangular en cantonada, on penja un balcó de fusta. A la planta baixa d'aquest porxo hi ha un molí de pedra. La façana lateral dreta segueix una composició simètrica a la segons planta, de tres arcs de punt rodó restaurats, amb el carener perpendicular. Les obertures no són regulars. Pel costat de la carretera el conjunt és de planta baixa i dos pisos, mentre que la part posterior és només de planta i pis.